# (19539) Anaverdu
(19539) Anaverdu est un astéroïde de la ceinture principale.

## Description
(19539) Anaverdu est un astéroïde de la ceinture principale. Il fut découvert le 14 mai 1999 à Ametlla de Mar par Jaume Nomen. Il présente une orbite caractérisée par un demi-grand axe de 2,33 UA, une excentricité de 0,18 et une inclinaison de 6,9° par rapport à l'écliptique.

## Compléments